# 57 Cancri
57 Cancri, som är stjärnans Flamsteed-beteckning, är en dubbelstjärna, belägen i den norra delen av stjärnbilden Kräftan. Den har en kombinerad skenbar magnitud av ca 5,40 och är svagt synlig för blotta ögat där ljusföroreningar ej förekommer. Baserat på parallaxmätning inom Hipparcosuppdraget på ca 7,1 mas, beräknas den befinna sig på ett avstånd på ca 460 ljusår (ca 140 parsek) från solen. Den rör sig närmare solen med en heliocentrisk radialhastighet på ca -59 km/s.

## Egenskaper
Primärstjärnan 57 Cancri A är en gul till orange jättestjärna av spektralklass G7 III. Den har en massa som är ca 6,5 solmassor, en radie som är ca 16 solradier och utsänder från dess fotosfär ca 173 gånger mera energi än solen vid en effektiv temperatur av ca 4 800 K.
Följeslagare, 57 Cancri B, är en orange jättestjärna av spektralklass K0 III och en skenbar magnitud av +6,37. År 2017 hade paret en vinkelseparation av 1,50 bågsekunder vid en positionsvinkel på 310°.